# Internationales Treffen Kommunistischer und Arbeiterparteien
Das Internationale Treffen Kommunistischer und Arbeiterparteien ist eine jährliche Konferenz von kommunistischen Parteien aus verschiedenen Nationen. 1998 lud die Kommunistische Partei Griechenlands zum ersten Treffen ein, um die Erfahrungen der Parteien zu debattieren und gemeinsame Erklärungen zu verfassen.
Zusätzlich zu den Konferenzen finden außerordentliche Treffen statt, wie zum Beispiel in Damaskus vom 28. bis zum 30. September 2009 zu „Solidarität mit dem heldenhaften Kampf des Palästinensischen Volkes und den anderen Völkern des Nahen Ostens“. Im Dezember 2009 haben die teilnehmenden Parteien die jährliche Veröffentlichung des „International Communist Review“ auf der Website der Konferenz beschlossen.
An den Treffen nahmen bisher insgesamt 132 Parteien aus über 89 Ländern teil.

## Teilnehmer

Karte aller Länder, aus denen Parteien an mindestens einer Konferenz des Internationalen Treffens Kommunistischer und Arbeiterparteien teilnahmen.

In der folgenden Tabelle sind alle teilnehmenden Parteien der jeweiligen Konferenzen gelistet.
Legende:
| Grünes Häkchensymbol für ja | = | teilgenommen                   |
| gelber Kreis                | = | beobachtend teilgenommen       |
|                             | = | Grußwort übermittelt           |
| –                           | = | keine Teilnahme                |
| TK                          | = | außerordentliche Telekonferenz |
| Land                    | Partei                                                                         | 23.                         | 22.                              | TK                          | 21.                         | 20.                         | 19.                         | 18.                         | 17.                         | 16.                         | 15.                         | 14.                         | 13.                         | 12.                         | 11.                         | 10.                         | 9.                          | 8.                          | 7.                          | 6.                          | 5.                          | 4.                          | 3.                          | 2.                          | 1.                          | —                           |                             |                             |
| Land                    | Partei                                                                         | 2023                        | 2022                             | 2021                        | 2019                        | 2018                        | 2017                        | 2016                        | 2015                        | 2014                        | 2013                        | 2012                        | 2011                        | 2010                        | 2009                        | 2008                        | 2007                        | 2006                        | 2005                        | 2004                        | 2003                        | 2002                        | 2001                        | 2000                        | 1999                        | 1998                        |                             |                             |
| ----------------------- | ------------------------------------------------------------------------------ | --------------------------- | -------------------------------- | --------------------------- | --------------------------- | --------------------------- | --------------------------- | --------------------------- | --------------------------- | --------------------------- | --------------------------- | --------------------------- | --------------------------- | --------------------------- | --------------------------- | --------------------------- | --------------------------- | --------------------------- | --------------------------- | --------------------------- | --------------------------- | --------------------------- | --------------------------- | --------------------------- | --------------------------- | --------------------------- | --------------------------- | --------------------------- |
| Land                    | Partei                                                                         | Ägypten                     | Ägyptische Kommunistische Partei | –                           | –                           | –                           | –                           | –                           | Grünes Häkchensymbol für ja | –                           | –                           | –                           | Grünes Häkchensymbol für ja | Grünes Häkchensymbol für ja | Grünes Häkchensymbol für ja | –                           | –                           | –                           | –                           | –                           | Grünes Häkchensymbol für ja | –                           | Grünes Häkchensymbol für ja | Grünes Häkchensymbol für ja | Grünes Häkchensymbol für ja | Grünes Häkchensymbol für ja | Grünes Häkchensymbol für ja | Grünes Häkchensymbol für ja |
| Albanien                | Kommunistische Partei Albaniens                                                | –                           | –                                | –                           | –                           | Grünes Häkchensymbol für ja | –                           | –                           | –                           | –                           | –                           | –                           | Grünes Häkchensymbol für ja | –                           | –                           | –                           | –                           | –                           | Grünes Häkchensymbol für ja | Grünes Häkchensymbol für ja | Grünes Häkchensymbol für ja | Grünes Häkchensymbol für ja | –                           | Grünes Häkchensymbol für ja | Grünes Häkchensymbol für ja | Grünes Häkchensymbol für ja |                             |                             |
| Algerien                | Partei für Demokratie und Sozialismus                                          | –                           | Grünes Häkchensymbol für ja      | Grünes Häkchensymbol für ja | Grünes Häkchensymbol für ja | Grünes Häkchensymbol für ja | Grünes Häkchensymbol für ja | Grünes Häkchensymbol für ja | Grünes Häkchensymbol für ja | –                           | Grünes Häkchensymbol für ja | Grünes Häkchensymbol für ja | Grünes Häkchensymbol für ja | –                           | –                           | Grünes Häkchensymbol für ja | Grünes Häkchensymbol für ja | Grünes Häkchensymbol für ja | Grünes Häkchensymbol für ja | Grünes Häkchensymbol für ja | Grünes Häkchensymbol für ja | Grünes Häkchensymbol für ja | Grünes Häkchensymbol für ja | Grünes Häkchensymbol für ja | Grünes Häkchensymbol für ja | Grünes Häkchensymbol für ja |                             |                             |
| Argentinien             | Partido Comunista de la Argentina                                              | –                           | Grünes Häkchensymbol für ja      | Grünes Häkchensymbol für ja | Grünes Häkchensymbol für ja | Grünes Häkchensymbol für ja | Grünes Häkchensymbol für ja | Grünes Häkchensymbol für ja | –                           | Grünes Häkchensymbol für ja | Grünes Häkchensymbol für ja | –                           |                             | Grünes Häkchensymbol für ja | Grünes Häkchensymbol für ja | Grünes Häkchensymbol für ja | –                           | Grünes Häkchensymbol für ja | Grünes Häkchensymbol für ja |                             |                             |                             | –                           | –                           |                             |                             |                             |                             |
| Armenien                | Armenische Kommunistische Partei                                               | –                           | –                                | –                           | –                           | –                           | Grünes Häkchensymbol für ja | –                           | –                           | –                           | –                           | –                           | Grünes Häkchensymbol für ja | –                           | –                           | –                           | Grünes Häkchensymbol für ja | –                           | –                           | –                           | Grünes Häkchensymbol für ja | Grünes Häkchensymbol für ja | Grünes Häkchensymbol für ja | Grünes Häkchensymbol für ja |                             | Grünes Häkchensymbol für ja |                             |                             |
| Aserbaidschan           | Aserbaidschanische Kommunistische Partei                                       | Grünes Häkchensymbol für ja | Grünes Häkchensymbol für ja      | Grünes Häkchensymbol für ja | Grünes Häkchensymbol für ja | Grünes Häkchensymbol für ja | Grünes Häkchensymbol für ja | –                           | Grünes Häkchensymbol für ja | –                           | Grünes Häkchensymbol für ja | Grünes Häkchensymbol für ja | Grünes Häkchensymbol für ja | Grünes Häkchensymbol für ja | –                           | –                           | Grünes Häkchensymbol für ja | –                           | –                           | –                           | –                           | –                           | –                           | –                           |                             | Grünes Häkchensymbol für ja |                             |                             |
| Australien              | Communist Party of Australia                                                   | Grünes Häkchensymbol für ja | Grünes Häkchensymbol für ja      | Grünes Häkchensymbol für ja | Grünes Häkchensymbol für ja | Grünes Häkchensymbol für ja | Grünes Häkchensymbol für ja | Grünes Häkchensymbol für ja | –                           | Grünes Häkchensymbol für ja | Grünes Häkchensymbol für ja |                             | Grünes Häkchensymbol für ja | Grünes Häkchensymbol für ja | Grünes Häkchensymbol für ja | –                           | Grünes Häkchensymbol für ja | Grünes Häkchensymbol für ja | Grünes Häkchensymbol für ja | Grünes Häkchensymbol für ja | Grünes Häkchensymbol für ja | Grünes Häkchensymbol für ja | Grünes Häkchensymbol für ja | Grünes Häkchensymbol für ja | Grünes Häkchensymbol für ja | Grünes Häkchensymbol für ja |                             |                             |
| Bahrain                 | Democratic Trend                                                               | –                           | –                                | –                           | –                           | –                           | –                           | –                           | –                           | –                           | –                           | –                           | –                           | –                           | –                           | –                           | –                           | –                           | –                           | –                           | –                           | –                           | Grünes Häkchensymbol für ja | –                           | –                           | –                           |                             |                             |
| Bahrain                 | National Liberation Front                                                      | –                           | –                                | –                           | –                           | –                           | –                           | –                           | –                           | –                           | –                           | –                           | –                           | –                           | –                           | –                           | –                           | –                           | –                           | –                           | –                           |                             | –                           | –                           |                             | Grünes Häkchensymbol für ja |                             |                             |
| Bahrain                 | Democratic Progressive Tribune                                                 | Grünes Häkchensymbol für ja | Grünes Häkchensymbol für ja      | Grünes Häkchensymbol für ja | Grünes Häkchensymbol für ja | Grünes Häkchensymbol für ja | Grünes Häkchensymbol für ja | –                           | –                           | Grünes Häkchensymbol für ja | Grünes Häkchensymbol für ja | Grünes Häkchensymbol für ja | –                           | –                           | –                           | –                           | Grünes Häkchensymbol für ja | Grünes Häkchensymbol für ja | Grünes Häkchensymbol für ja | Grünes Häkchensymbol für ja | Grünes Häkchensymbol für ja | –                           | –                           | –                           | –                           | –                           |                             |                             |
| Bangladesch             | Communist Party of Bangladesh                                                  | –                           | Grünes Häkchensymbol für ja      | Grünes Häkchensymbol für ja | Grünes Häkchensymbol für ja | Grünes Häkchensymbol für ja | Grünes Häkchensymbol für ja | –                           | –                           | –                           | –                           | Grünes Häkchensymbol für ja | Grünes Häkchensymbol für ja | –                           | Grünes Häkchensymbol für ja | –                           | –                           | –                           |                             | Grünes Häkchensymbol für ja |                             | Grünes Häkchensymbol für ja | –                           | –                           | –                           | –                           |                             |                             |
| Bangladesch             | Workers Party of Bangladesh                                                    | –                           | Grünes Häkchensymbol für ja      | –                           | Grünes Häkchensymbol für ja | –                           | Grünes Häkchensymbol für ja | Grünes Häkchensymbol für ja | Grünes Häkchensymbol für ja | –                           | –                           | Grünes Häkchensymbol für ja | Grünes Häkchensymbol für ja | Grünes Häkchensymbol für ja | –                           | –                           | –                           | –                           | –                           | –                           | –                           | –                           | –                           | –                           | –                           |                             |                             |                             |
| Belarus                 | Kommunistische Partei von Belarus                                              | Grünes Häkchensymbol für ja | –                                | –                           | –                           | Grünes Häkchensymbol für ja | Grünes Häkchensymbol für ja | Grünes Häkchensymbol für ja | –                           | Grünes Häkchensymbol für ja | Grünes Häkchensymbol für ja | Grünes Häkchensymbol für ja | Grünes Häkchensymbol für ja | Grünes Häkchensymbol für ja | –                           | Grünes Häkchensymbol für ja | Grünes Häkchensymbol für ja | –                           | Grünes Häkchensymbol für ja | –                           |                             | Grünes Häkchensymbol für ja | Grünes Häkchensymbol für ja | Grünes Häkchensymbol für ja | Grünes Häkchensymbol für ja | Grünes Häkchensymbol für ja |                             |                             |
| Belgien                 | Parti Communiste de Belgique-Communistische Partij van België                  | Grünes Häkchensymbol für ja | Grünes Häkchensymbol für ja      | Grünes Häkchensymbol für ja | Grünes Häkchensymbol für ja | Grünes Häkchensymbol für ja | Grünes Häkchensymbol für ja | –                           | –                           | –                           | –                           | –                           |                             | –                           | –                           | –                           | –                           | –                           | –                           | –                           | –                           |                             | –                           | Grünes Häkchensymbol für ja |                             | –                           |                             |                             |
| Belgien                 | Partij van de Arbeid                                                           | Grünes Häkchensymbol für ja | Grünes Häkchensymbol für ja      | Grünes Häkchensymbol für ja | Grünes Häkchensymbol für ja | –                           | –                           | Grünes Häkchensymbol für ja | Grünes Häkchensymbol für ja | Grünes Häkchensymbol für ja | Grünes Häkchensymbol für ja | Grünes Häkchensymbol für ja | Grünes Häkchensymbol für ja | Grünes Häkchensymbol für ja | Grünes Häkchensymbol für ja | Grünes Häkchensymbol für ja | Grünes Häkchensymbol für ja | Grünes Häkchensymbol für ja | Grünes Häkchensymbol für ja | Grünes Häkchensymbol für ja | Grünes Häkchensymbol für ja | Grünes Häkchensymbol für ja | Grünes Häkchensymbol für ja | Grünes Häkchensymbol für ja | Grünes Häkchensymbol für ja | Grünes Häkchensymbol für ja |                             |                             |
| Bolivien                | Partido Comunista de Bolivia                                                   | –                           | Grünes Häkchensymbol für ja      | –                           | –                           | Grünes Häkchensymbol für ja | –                           | –                           | –                           | Grünes Häkchensymbol für ja | –                           | –                           |                             | –                           | Grünes Häkchensymbol für ja | –                           | –                           | –                           | –                           | –                           | –                           | –                           | –                           | –                           | –                           | –                           |                             |                             |
| Bosnien und Herzegowina | Radničko-komunistička partija Bosne i Hercegovine                              | –                           | –                                | –                           | –                           | –                           | –                           | –                           | –                           | –                           | –                           | –                           | –                           | –                           | –                           | –                           | –                           | Grünes Häkchensymbol für ja | Grünes Häkchensymbol für ja |                             | –                           | –                           | –                           | –                           | –                           | –                           |                             |                             |
| Brasilien               | Partido Comunista Brasileiro                                                   | Grünes Häkchensymbol für ja | Grünes Häkchensymbol für ja      | Grünes Häkchensymbol für ja | Grünes Häkchensymbol für ja | Grünes Häkchensymbol für ja | Grünes Häkchensymbol für ja | Grünes Häkchensymbol für ja | Grünes Häkchensymbol für ja | Grünes Häkchensymbol für ja | Grünes Häkchensymbol für ja | Grünes Häkchensymbol für ja | Grünes Häkchensymbol für ja | Grünes Häkchensymbol für ja | Grünes Häkchensymbol für ja | Grünes Häkchensymbol für ja | –                           | Grünes Häkchensymbol für ja | –                           | –                           |                             | –                           | –                           | –                           | –                           | –                           |                             |                             |
| Brasilien               | Partido Comunista do Brasil                                                    | Grünes Häkchensymbol für ja | Grünes Häkchensymbol für ja      | Grünes Häkchensymbol für ja | Grünes Häkchensymbol für ja | Grünes Häkchensymbol für ja | Grünes Häkchensymbol für ja | Grünes Häkchensymbol für ja | Grünes Häkchensymbol für ja | Grünes Häkchensymbol für ja | Grünes Häkchensymbol für ja | Grünes Häkchensymbol für ja | Grünes Häkchensymbol für ja | Grünes Häkchensymbol für ja | Grünes Häkchensymbol für ja | Grünes Häkchensymbol für ja | Grünes Häkchensymbol für ja | Grünes Häkchensymbol für ja | Grünes Häkchensymbol für ja | Grünes Häkchensymbol für ja | Grünes Häkchensymbol für ja | Grünes Häkchensymbol für ja | Grünes Häkchensymbol für ja | –                           | –                           |                             |                             |                             |
| Bulgarien               | Communist Party „Georgi Dimitrov“                                              | –                           | –                                | –                           | –                           | –                           | –                           | –                           | –                           | –                           | –                           | –                           | –                           | –                           | –                           | –                           | –                           | –                           | Grünes Häkchensymbol für ja | Grünes Häkchensymbol für ja | Grünes Häkchensymbol für ja | Grünes Häkchensymbol für ja | Grünes Häkchensymbol für ja | Grünes Häkchensymbol für ja | Grünes Häkchensymbol für ja | –                           |                             |                             |
| Bulgarien               | Communist Party of Bulgaria                                                    | –                           | –                                | –                           | –                           | Grünes Häkchensymbol für ja | Grünes Häkchensymbol für ja | –                           | Grünes Häkchensymbol für ja | –                           | Grünes Häkchensymbol für ja | –                           | Grünes Häkchensymbol für ja | Grünes Häkchensymbol für ja | –                           | Grünes Häkchensymbol für ja | Grünes Häkchensymbol für ja | –                           | Grünes Häkchensymbol für ja | Grünes Häkchensymbol für ja |                             | Grünes Häkchensymbol für ja | Grünes Häkchensymbol für ja | Grünes Häkchensymbol für ja | Grünes Häkchensymbol für ja | Grünes Häkchensymbol für ja |                             |                             |
| Bulgarien               | Initiative Committee                                                           | –                           | –                                | –                           | –                           | –                           | –                           | –                           | –                           | –                           | –                           | –                           | –                           | –                           | –                           | –                           | –                           | –                           | –                           | –                           | –                           | –                           | –                           | –                           | –                           | Grünes Häkchensymbol für ja |                             |                             |
| Bulgarien               | Socialist Party - Marxist Platform                                             | –                           | –                                | –                           | –                           | –                           | –                           | –                           | –                           | –                           | –                           | –                           | –                           | –                           | –                           | –                           | –                           | –                           | –                           | –                           | –                           | –                           | Grünes Häkchensymbol für ja | Grünes Häkchensymbol für ja | Grünes Häkchensymbol für ja | Grünes Häkchensymbol für ja |                             |                             |
| Bulgarien               | Partei der Bulgarischen Kommunisten                                            | –                           | –                                | –                           | –                           | Grünes Häkchensymbol für ja | Grünes Häkchensymbol für ja | –                           | –                           | –                           | –                           | –                           | –                           | –                           | –                           | –                           | –                           | –                           | –                           | –                           | –                           | –                           | –                           | –                           | –                           | –                           |                             |                             |
| Chile                   | Partido Comunista de Chile                                                     | –                           | Grünes Häkchensymbol für ja      | –                           | –                           | –                           | Grünes Häkchensymbol für ja | Grünes Häkchensymbol für ja | –                           | –                           | Grünes Häkchensymbol für ja |                             | –                           | –                           | –                           | Grünes Häkchensymbol für ja | Grünes Häkchensymbol für ja | Grünes Häkchensymbol für ja |                             |                             |                             |                             | –                           | –                           | Grünes Häkchensymbol für ja |                             |                             |                             |
| Volksrepublik China     | Kommunistische Partei Chinas                                                   | Grünes Häkchensymbol für ja | Grünes Häkchensymbol für ja      | –                           | Grünes Häkchensymbol für ja | Grünes Häkchensymbol für ja | Grünes Häkchensymbol für ja | Grünes Häkchensymbol für ja | Grünes Häkchensymbol für ja | Grünes Häkchensymbol für ja | Grünes Häkchensymbol für ja | Grünes Häkchensymbol für ja | –                           | Grünes Häkchensymbol für ja | Grünes Häkchensymbol für ja | Grünes Häkchensymbol für ja | Grünes Häkchensymbol für ja | gelber Kreis                | gelber Kreis                | –                           |                             | gelber Kreis                | –                           | –                           | –                           | Grünes Häkchensymbol für ja |                             |                             |
| Costa Rica              | Vanguardia Popular (Costa Rica)                                                | –                           | –                                | –                           | –                           | –                           | Grünes Häkchensymbol für ja | –                           | –                           | Grünes Häkchensymbol für ja | –                           | –                           | –                           | –                           | –                           | –                           | –                           | –                           | –                           | –                           | –                           | –                           | –                           | –                           | –                           | –                           |                             |                             |
| Dänemark                | Kommunistisk Parti i Danmark                                                   | –                           | Grünes Häkchensymbol für ja      | Grünes Häkchensymbol für ja | Grünes Häkchensymbol für ja | Grünes Häkchensymbol für ja | Grünes Häkchensymbol für ja | Grünes Häkchensymbol für ja | Grünes Häkchensymbol für ja | Grünes Häkchensymbol für ja | Grünes Häkchensymbol für ja | Grünes Häkchensymbol für ja | Grünes Häkchensymbol für ja | Grünes Häkchensymbol für ja | Grünes Häkchensymbol für ja | Grünes Häkchensymbol für ja | Grünes Häkchensymbol für ja | Grünes Häkchensymbol für ja | Grünes Häkchensymbol für ja | Grünes Häkchensymbol für ja | Grünes Häkchensymbol für ja | Grünes Häkchensymbol für ja | Grünes Häkchensymbol für ja | Grünes Häkchensymbol für ja | Grünes Häkchensymbol für ja | Grünes Häkchensymbol für ja |                             |                             |
| Dänemark                | Danmarks Kommunistiske Parti                                                   | Grünes Häkchensymbol für ja | Grünes Häkchensymbol für ja      | –                           | Grünes Häkchensymbol für ja | Grünes Häkchensymbol für ja | Grünes Häkchensymbol für ja | Grünes Häkchensymbol für ja | Grünes Häkchensymbol für ja | Grünes Häkchensymbol für ja | Grünes Häkchensymbol für ja | Grünes Häkchensymbol für ja | Grünes Häkchensymbol für ja | Grünes Häkchensymbol für ja | Grünes Häkchensymbol für ja | Grünes Häkchensymbol für ja | Grünes Häkchensymbol für ja | Grünes Häkchensymbol für ja | Grünes Häkchensymbol für ja | Grünes Häkchensymbol für ja | Grünes Häkchensymbol für ja | Grünes Häkchensymbol für ja | –                           | –                           | –                           | –                           |                             |                             |
| Deutschland             | Deutsche Kommunistische Partei                                                 | Grünes Häkchensymbol für ja | Grünes Häkchensymbol für ja      | Grünes Häkchensymbol für ja | Grünes Häkchensymbol für ja | Grünes Häkchensymbol für ja | Grünes Häkchensymbol für ja | Grünes Häkchensymbol für ja | Grünes Häkchensymbol für ja | Grünes Häkchensymbol für ja | Grünes Häkchensymbol für ja | Grünes Häkchensymbol für ja | Grünes Häkchensymbol für ja | Grünes Häkchensymbol für ja | Grünes Häkchensymbol für ja | Grünes Häkchensymbol für ja | Grünes Häkchensymbol für ja | Grünes Häkchensymbol für ja | Grünes Häkchensymbol für ja | Grünes Häkchensymbol für ja |                             | Grünes Häkchensymbol für ja | –                           | Grünes Häkchensymbol für ja | Grünes Häkchensymbol für ja | Grünes Häkchensymbol für ja |                             |                             |
| Dominikanische Republik | Force of the Revolution                                                        | –                           | –                                | –                           | –                           | Grünes Häkchensymbol für ja | –                           | –                           | –                           | –                           | –                           | –                           | –                           | –                           | –                           | –                           | –                           | –                           | –                           | –                           | –                           | –                           | –                           | –                           | –                           | –                           |                             |                             |
| Ecuador                 | Partido Comunista del Ecuador                                                  | –                           | Grünes Häkchensymbol für ja      | Grünes Häkchensymbol für ja | –                           | Grünes Häkchensymbol für ja | Grünes Häkchensymbol für ja | Grünes Häkchensymbol für ja | –                           | Grünes Häkchensymbol für ja | Grünes Häkchensymbol für ja | –                           | –                           | –                           | –                           | Grünes Häkchensymbol für ja | –                           | –                           | –                           |                             | –                           | –                           | –                           | –                           | –                           | –                           |                             |                             |
| El Salvador             | Partido Comunista Salvadoreño                                                  | Grünes Häkchensymbol für ja | Grünes Häkchensymbol für ja      | –                           | Grünes Häkchensymbol für ja | –                           | –                           | –                           | –                           | –                           | –                           | –                           | –                           | –                           | –                           | –                           | –                           | –                           | –                           | –                           | –                           | –                           | –                           | –                           | –                           | –                           |                             |                             |
| Estland                 | Eestimaa Kommunistlik Partei                                                   | –                           | –                                | –                           | –                           | Grünes Häkchensymbol für ja | Grünes Häkchensymbol für ja | –                           | –                           | –                           | –                           | –                           | –                           | –                           | –                           | –                           | –                           | –                           | Grünes Häkchensymbol für ja | Grünes Häkchensymbol für ja | –                           | –                           | –                           | –                           | –                           | –                           |                             |                             |
| Eswatini                | Communist Party of Swaziland                                                   | –                           | Grünes Häkchensymbol für ja      | Grünes Häkchensymbol für ja | –                           | Grünes Häkchensymbol für ja | –                           | –                           | –                           | –                           | –                           | –                           | –                           | –                           | –                           | –                           | –                           | –                           | –                           | –                           | –                           | –                           | –                           | –                           | –                           | –                           |                             |                             |
| Finnland                | Kommunistische Partei Finnlands                                                | Grünes Häkchensymbol für ja | Grünes Häkchensymbol für ja      | Grünes Häkchensymbol für ja | Grünes Häkchensymbol für ja | Grünes Häkchensymbol für ja | Grünes Häkchensymbol für ja | Grünes Häkchensymbol für ja | Grünes Häkchensymbol für ja | Grünes Häkchensymbol für ja | Grünes Häkchensymbol für ja | Grünes Häkchensymbol für ja | Grünes Häkchensymbol für ja | Grünes Häkchensymbol für ja | Grünes Häkchensymbol für ja | Grünes Häkchensymbol für ja | Grünes Häkchensymbol für ja | Grünes Häkchensymbol für ja | Grünes Häkchensymbol für ja |                             | Grünes Häkchensymbol für ja | Grünes Häkchensymbol für ja |                             | Grünes Häkchensymbol für ja | Grünes Häkchensymbol für ja |                             |                             |                             |
| Frankreich              | Parti communiste français                                                      | –                           | Grünes Häkchensymbol für ja      | Grünes Häkchensymbol für ja | Grünes Häkchensymbol für ja | Grünes Häkchensymbol für ja | Grünes Häkchensymbol für ja | Grünes Häkchensymbol für ja | Grünes Häkchensymbol für ja | Grünes Häkchensymbol für ja | Grünes Häkchensymbol für ja | Grünes Häkchensymbol für ja | Grünes Häkchensymbol für ja | Grünes Häkchensymbol für ja | Grünes Häkchensymbol für ja | Grünes Häkchensymbol für ja | –                           | gelber Kreis                | –                           | –                           | Grünes Häkchensymbol für ja |                             | –                           | –                           |                             | Grünes Häkchensymbol für ja |                             |                             |
| Georgien                | Vereinte Kommunistische Partei Georgiens                                       | Grünes Häkchensymbol für ja | Grünes Häkchensymbol für ja      | –                           | Grünes Häkchensymbol für ja | Grünes Häkchensymbol für ja | Grünes Häkchensymbol für ja | –                           | Grünes Häkchensymbol für ja | –                           | Grünes Häkchensymbol für ja | –                           | Grünes Häkchensymbol für ja | –                           | –                           | Grünes Häkchensymbol für ja | Grünes Häkchensymbol für ja | Grünes Häkchensymbol für ja | Grünes Häkchensymbol für ja | Grünes Häkchensymbol für ja | –                           | –                           | –                           | –                           | Grünes Häkchensymbol für ja | Grünes Häkchensymbol für ja |                             |                             |
| Griechenland            | Kommunistische Partei Griechenlands                                            | Grünes Häkchensymbol für ja | Grünes Häkchensymbol für ja      | Grünes Häkchensymbol für ja | Grünes Häkchensymbol für ja | Grünes Häkchensymbol für ja | Grünes Häkchensymbol für ja | Grünes Häkchensymbol für ja | Grünes Häkchensymbol für ja | Grünes Häkchensymbol für ja | Grünes Häkchensymbol für ja | Grünes Häkchensymbol für ja | Grünes Häkchensymbol für ja | Grünes Häkchensymbol für ja | Grünes Häkchensymbol für ja | Grünes Häkchensymbol für ja | Grünes Häkchensymbol für ja | Grünes Häkchensymbol für ja | Grünes Häkchensymbol für ja | Grünes Häkchensymbol für ja | Grünes Häkchensymbol für ja | Grünes Häkchensymbol für ja | Grünes Häkchensymbol für ja | Grünes Häkchensymbol für ja | Grünes Häkchensymbol für ja | Grünes Häkchensymbol für ja |                             |                             |
| Guyana                  | People’s Progressive Party                                                     | –                           | –                                | –                           | –                           | –                           | –                           | Grünes Häkchensymbol für ja | –                           | –                           | Grünes Häkchensymbol für ja | –                           | Grünes Häkchensymbol für ja | –                           | –                           | –                           | –                           | –                           | –                           | –                           | –                           | –                           | –                           | –                           | –                           | –                           |                             |                             |
| Indien                  | Communist Party of India                                                       | Grünes Häkchensymbol für ja | Grünes Häkchensymbol für ja      | Grünes Häkchensymbol für ja | Grünes Häkchensymbol für ja | Grünes Häkchensymbol für ja | Grünes Häkchensymbol für ja | Grünes Häkchensymbol für ja | Grünes Häkchensymbol für ja | Grünes Häkchensymbol für ja | Grünes Häkchensymbol für ja |                             | Grünes Häkchensymbol für ja | Grünes Häkchensymbol für ja | Grünes Häkchensymbol für ja | Grünes Häkchensymbol für ja | Grünes Häkchensymbol für ja | Grünes Häkchensymbol für ja |                             | Grünes Häkchensymbol für ja | Grünes Häkchensymbol für ja |                             | Grünes Häkchensymbol für ja | Grünes Häkchensymbol für ja |                             | Grünes Häkchensymbol für ja |                             |                             |
| Indien                  | Communist Party of India (Marxist)                                             | Grünes Häkchensymbol für ja | Grünes Häkchensymbol für ja      | Grünes Häkchensymbol für ja | Grünes Häkchensymbol für ja | Grünes Häkchensymbol für ja | Grünes Häkchensymbol für ja | Grünes Häkchensymbol für ja | Grünes Häkchensymbol für ja | Grünes Häkchensymbol für ja | –                           | Grünes Häkchensymbol für ja | Grünes Häkchensymbol für ja | Grünes Häkchensymbol für ja | Grünes Häkchensymbol für ja | Grünes Häkchensymbol für ja | Grünes Häkchensymbol für ja | Grünes Häkchensymbol für ja | Grünes Häkchensymbol für ja |                             | Grünes Häkchensymbol für ja |                             | Grünes Häkchensymbol für ja | –                           |                             | Grünes Häkchensymbol für ja |                             |                             |
| Irak                    | Irakische Kommunistische Partei                                                | Grünes Häkchensymbol für ja | Grünes Häkchensymbol für ja      | Grünes Häkchensymbol für ja | Grünes Häkchensymbol für ja | Grünes Häkchensymbol für ja | Grünes Häkchensymbol für ja | Grünes Häkchensymbol für ja | Grünes Häkchensymbol für ja | –                           | Grünes Häkchensymbol für ja | Grünes Häkchensymbol für ja | Grünes Häkchensymbol für ja | Grünes Häkchensymbol für ja | Grünes Häkchensymbol für ja | Grünes Häkchensymbol für ja | Grünes Häkchensymbol für ja | Grünes Häkchensymbol für ja | Grünes Häkchensymbol für ja | Grünes Häkchensymbol für ja | Grünes Häkchensymbol für ja | Grünes Häkchensymbol für ja | Grünes Häkchensymbol für ja | Grünes Häkchensymbol für ja | Grünes Häkchensymbol für ja | Grünes Häkchensymbol für ja |                             |                             |
| Irak                    | Kurdische Kommunistische Partei                                                | Grünes Häkchensymbol für ja | –                                | Grünes Häkchensymbol für ja | Grünes Häkchensymbol für ja | Grünes Häkchensymbol für ja | Grünes Häkchensymbol für ja | –                           | Grünes Häkchensymbol für ja | –                           | –                           | Grünes Häkchensymbol für ja | Grünes Häkchensymbol für ja | –                           | –                           | –                           | –                           | –                           |                             | –                           | –                           | Grünes Häkchensymbol für ja | Grünes Häkchensymbol für ja | Grünes Häkchensymbol für ja | Grünes Häkchensymbol für ja | –                           |                             |                             |
| Iran                    | Tudeh-Partei des Iran                                                          | Grünes Häkchensymbol für ja | Grünes Häkchensymbol für ja      | Grünes Häkchensymbol für ja | Grünes Häkchensymbol für ja | Grünes Häkchensymbol für ja | Grünes Häkchensymbol für ja | Grünes Häkchensymbol für ja | Grünes Häkchensymbol für ja | –                           | Grünes Häkchensymbol für ja |                             |                             | –                           | Grünes Häkchensymbol für ja | Grünes Häkchensymbol für ja | Grünes Häkchensymbol für ja | Grünes Häkchensymbol für ja | Grünes Häkchensymbol für ja | Grünes Häkchensymbol für ja | Grünes Häkchensymbol für ja | Grünes Häkchensymbol für ja | Grünes Häkchensymbol für ja | Grünes Häkchensymbol für ja | Grünes Häkchensymbol für ja | Grünes Häkchensymbol für ja |                             |                             |
| Irland                  | Communist Party of Ireland                                                     | Grünes Häkchensymbol für ja | Grünes Häkchensymbol für ja      | Grünes Häkchensymbol für ja | –                           | Grünes Häkchensymbol für ja | Grünes Häkchensymbol für ja | Grünes Häkchensymbol für ja | Grünes Häkchensymbol für ja | Grünes Häkchensymbol für ja | Grünes Häkchensymbol für ja | Grünes Häkchensymbol für ja | Grünes Häkchensymbol für ja | Grünes Häkchensymbol für ja | Grünes Häkchensymbol für ja | Grünes Häkchensymbol für ja | Grünes Häkchensymbol für ja | –                           | Grünes Häkchensymbol für ja | Grünes Häkchensymbol für ja | Grünes Häkchensymbol für ja | –                           | –                           | –                           | –                           | –                           |                             |                             |
| Irland                  | Workers’ Party of Ireland                                                      | Grünes Häkchensymbol für ja | Grünes Häkchensymbol für ja      | Grünes Häkchensymbol für ja | Grünes Häkchensymbol für ja | Grünes Häkchensymbol für ja | Grünes Häkchensymbol für ja | Grünes Häkchensymbol für ja | Grünes Häkchensymbol für ja | –                           | Grünes Häkchensymbol für ja | Grünes Häkchensymbol für ja | Grünes Häkchensymbol für ja | Grünes Häkchensymbol für ja | –                           | Grünes Häkchensymbol für ja | –                           | Grünes Häkchensymbol für ja | Grünes Häkchensymbol für ja | Grünes Häkchensymbol für ja | Grünes Häkchensymbol für ja | Grünes Häkchensymbol für ja | –                           | Grünes Häkchensymbol für ja | Grünes Häkchensymbol für ja | –                           |                             |                             |
| Irland                  | Workers’ Party of Ireland (2021)                                               | –                           | Grünes Häkchensymbol für ja      | Grünes Häkchensymbol für ja | –                           | –                           | –                           | –                           | –                           | –                           | –                           | –                           | –                           | –                           | –                           | –                           | –                           | –                           | –                           | –                           | –                           | –                           | –                           | –                           | –                           | –                           |                             |                             |
| Israel                  | Maki                                                                           | –                           | Grünes Häkchensymbol für ja      | Grünes Häkchensymbol für ja | Grünes Häkchensymbol für ja | Grünes Häkchensymbol für ja | Grünes Häkchensymbol für ja | Grünes Häkchensymbol für ja | Grünes Häkchensymbol für ja | –                           | Grünes Häkchensymbol für ja | –                           | –                           | Grünes Häkchensymbol für ja | Grünes Häkchensymbol für ja | –                           | Grünes Häkchensymbol für ja | –                           | Grünes Häkchensymbol für ja | Grünes Häkchensymbol für ja | Grünes Häkchensymbol für ja | Grünes Häkchensymbol für ja | Grünes Häkchensymbol für ja | Grünes Häkchensymbol für ja | Grünes Häkchensymbol für ja | Grünes Häkchensymbol für ja |                             |                             |
| Italien                 | Partito della Rifondazione Comunista                                           | –                           | –                                | –                           | –                           | –                           | Grünes Häkchensymbol für ja | –                           | –                           | –                           | –                           | Grünes Häkchensymbol für ja | Grünes Häkchensymbol für ja | Grünes Häkchensymbol für ja | Grünes Häkchensymbol für ja | Grünes Häkchensymbol für ja | –                           | Grünes Häkchensymbol für ja | Grünes Häkchensymbol für ja | Grünes Häkchensymbol für ja | Grünes Häkchensymbol für ja | Grünes Häkchensymbol für ja | Grünes Häkchensymbol für ja | Grünes Häkchensymbol für ja | Grünes Häkchensymbol für ja | Grünes Häkchensymbol für ja |                             |                             |
| Italien                 | Partito Comunista Italiano a                                                   | –                           | –                                | –                           | Grünes Häkchensymbol für ja | Grünes Häkchensymbol für ja | Grünes Häkchensymbol für ja | –                           | –                           | Grünes Häkchensymbol für ja | Grünes Häkchensymbol für ja | Grünes Häkchensymbol für ja | Grünes Häkchensymbol für ja | Grünes Häkchensymbol für ja | Grünes Häkchensymbol für ja | Grünes Häkchensymbol für ja | Grünes Häkchensymbol für ja | Grünes Häkchensymbol für ja | Grünes Häkchensymbol für ja | Grünes Häkchensymbol für ja | Grünes Häkchensymbol für ja |                             | Grünes Häkchensymbol für ja | Grünes Häkchensymbol für ja | Grünes Häkchensymbol für ja | –                           |                             |                             |
| Italien                 | Partito Comunista                                                              | Grünes Häkchensymbol für ja | Grünes Häkchensymbol für ja      | Grünes Häkchensymbol für ja | Grünes Häkchensymbol für ja | Grünes Häkchensymbol für ja | Grünes Häkchensymbol für ja | –                           | –                           | –                           | –                           | –                           | –                           | –                           | –                           | –                           | –                           | –                           | –                           | –                           | –                           | –                           | –                           | –                           | –                           | –                           |                             |                             |
| Japan                   | Kommunistische Partei Japans                                                   | –                           | –                                | –                           | –                           | –                           | –                           | –                           | –                           | –                           | –                           | –                           | –                           | –                           | –                           | –                           | –                           | –                           | –                           | –                           | –                           | –                           | –                           | –                           | –                           | Grünes Häkchensymbol für ja |                             |                             |
| Jordanien               | Jordanische Kommunistische Partei                                              | –                           | –                                | Grünes Häkchensymbol für ja | Grünes Häkchensymbol für ja | Grünes Häkchensymbol für ja | Grünes Häkchensymbol für ja | Grünes Häkchensymbol für ja | –                           | Grünes Häkchensymbol für ja | –                           | Grünes Häkchensymbol für ja | Grünes Häkchensymbol für ja | –                           | –                           | –                           | Grünes Häkchensymbol für ja | –                           | Grünes Häkchensymbol für ja | Grünes Häkchensymbol für ja |                             | –                           | Grünes Häkchensymbol für ja | Grünes Häkchensymbol für ja | Grünes Häkchensymbol für ja | Grünes Häkchensymbol für ja |                             |                             |
| Jugoslawien             | Yugoslav Communists                                                            | –                           | –                                | –                           | –                           | –                           | –                           | –                           | –                           | –                           | –                           | –                           | –                           | –                           | –                           | –                           | –                           | –                           | –                           | –                           | –                           | –                           | –                           | –                           |                             |                             |                             |                             |
| Kanada                  | Communist Party of Canada                                                      | Grünes Häkchensymbol für ja | Grünes Häkchensymbol für ja      | Grünes Häkchensymbol für ja | Grünes Häkchensymbol für ja | Grünes Häkchensymbol für ja | –                           | Grünes Häkchensymbol für ja | Grünes Häkchensymbol für ja | Grünes Häkchensymbol für ja | Grünes Häkchensymbol für ja | Grünes Häkchensymbol für ja | Grünes Häkchensymbol für ja | Grünes Häkchensymbol für ja | Grünes Häkchensymbol für ja | Grünes Häkchensymbol für ja | Grünes Häkchensymbol für ja | Grünes Häkchensymbol für ja | Grünes Häkchensymbol für ja | Grünes Häkchensymbol für ja | Grünes Häkchensymbol für ja | Grünes Häkchensymbol für ja | Grünes Häkchensymbol für ja | Grünes Häkchensymbol für ja | Grünes Häkchensymbol für ja | Grünes Häkchensymbol für ja |                             |                             |
| Kasachstan              | Kommunistische Partei Kasachstans                                              | –                           | –                                | –                           | –                           | –                           | Grünes Häkchensymbol für ja | –                           | Grünes Häkchensymbol für ja | –                           | –                           | –                           | –                           | –                           | –                           | –                           | –                           | –                           | –                           | –                           | –                           | –                           | –                           | –                           | –                           | –                           |                             |                             |
| Kasachstan              | Sozialistische Bewegung Kasachstans                                            | Grünes Häkchensymbol für ja | Grünes Häkchensymbol für ja      | Grünes Häkchensymbol für ja | –                           | Grünes Häkchensymbol für ja | Grünes Häkchensymbol für ja | –                           | –                           | –                           | –                           | –                           | –                           | –                           | –                           | –                           | –                           | –                           | –                           | –                           | –                           | –                           | –                           | –                           | –                           | –                           |                             |                             |
| Kirgisistan             | Partei der Kommunisten Kirgisistans                                            | –                           | Grünes Häkchensymbol für ja      | –                           | –                           | Grünes Häkchensymbol für ja | Grünes Häkchensymbol für ja | –                           | –                           | –                           | –                           | –                           | –                           | –                           | Grünes Häkchensymbol für ja | –                           | Grünes Häkchensymbol für ja | –                           | –                           | –                           | –                           | –                           | –                           | –                           | –                           | –                           |                             |                             |
| Kolumbien               | Partido Comunista Colombiano                                                   |                             | Grünes Häkchensymbol für ja      | –                           | –                           | –                           | Grünes Häkchensymbol für ja | –                           | –                           | Grünes Häkchensymbol für ja | –                           | –                           | –                           | –                           | –                           | Grünes Häkchensymbol für ja | –                           | Grünes Häkchensymbol für ja | –                           |                             | Grünes Häkchensymbol für ja | Grünes Häkchensymbol für ja | Grünes Häkchensymbol für ja | Grünes Häkchensymbol für ja | Grünes Häkchensymbol für ja |                             |                             |                             |
| Kolumbien               | Comunes b                                                                      | –                           | Grünes Häkchensymbol für ja      | –                           | –                           | –                           | Grünes Häkchensymbol für ja | –                           | –                           | –                           | –                           | –                           | –                           | –                           | –                           | –                           | –                           | –                           |                             | –                           |                             | Grünes Häkchensymbol für ja | Grünes Häkchensymbol für ja | –                           | –                           | –                           |                             |                             |
| Nordkorea               | Partei der Arbeit Koreas                                                       | Grünes Häkchensymbol für ja | Grünes Häkchensymbol für ja      | Grünes Häkchensymbol für ja | Grünes Häkchensymbol für ja | Grünes Häkchensymbol für ja | Grünes Häkchensymbol für ja | Grünes Häkchensymbol für ja | –                           | Grünes Häkchensymbol für ja | Grünes Häkchensymbol für ja | –                           | Grünes Häkchensymbol für ja | –                           | Grünes Häkchensymbol für ja | Grünes Häkchensymbol für ja | Grünes Häkchensymbol für ja | –                           | Grünes Häkchensymbol für ja | Grünes Häkchensymbol für ja | Grünes Häkchensymbol für ja | Grünes Häkchensymbol für ja | Grünes Häkchensymbol für ja | Grünes Häkchensymbol für ja | Grünes Häkchensymbol für ja | Grünes Häkchensymbol für ja |                             |                             |
| Kroatien                | Socijalistička radnička partija Hrvatske                                       | Grünes Häkchensymbol für ja | Grünes Häkchensymbol für ja      | Grünes Häkchensymbol für ja | Grünes Häkchensymbol für ja | Grünes Häkchensymbol für ja | Grünes Häkchensymbol für ja | –                           | –                           | –                           | –                           | Grünes Häkchensymbol für ja | Grünes Häkchensymbol für ja | –                           | –                           | –                           | –                           | –                           | –                           | –                           | –                           | –                           | –                           | –                           | –                           | –                           |                             |                             |
| Kuba                    | Kommunistische Partei Kubas                                                    | Grünes Häkchensymbol für ja | Grünes Häkchensymbol für ja      | Grünes Häkchensymbol für ja | Grünes Häkchensymbol für ja | Grünes Häkchensymbol für ja | Grünes Häkchensymbol für ja | Grünes Häkchensymbol für ja | Grünes Häkchensymbol für ja | Grünes Häkchensymbol für ja | Grünes Häkchensymbol für ja | Grünes Häkchensymbol für ja | Grünes Häkchensymbol für ja | Grünes Häkchensymbol für ja | Grünes Häkchensymbol für ja | Grünes Häkchensymbol für ja | Grünes Häkchensymbol für ja | Grünes Häkchensymbol für ja | Grünes Häkchensymbol für ja | Grünes Häkchensymbol für ja | Grünes Häkchensymbol für ja | Grünes Häkchensymbol für ja | Grünes Häkchensymbol für ja | Grünes Häkchensymbol für ja | Grünes Häkchensymbol für ja | Grünes Häkchensymbol für ja |                             |                             |
| Laos                    | Laotische Revolutionäre Volkspartei                                            | Grünes Häkchensymbol für ja | Grünes Häkchensymbol für ja      | Grünes Häkchensymbol für ja | Grünes Häkchensymbol für ja | Grünes Häkchensymbol für ja | Grünes Häkchensymbol für ja | Grünes Häkchensymbol für ja | Grünes Häkchensymbol für ja | Grünes Häkchensymbol für ja | Grünes Häkchensymbol für ja | –                           | –                           | –                           | Grünes Häkchensymbol für ja | Grünes Häkchensymbol für ja | Grünes Häkchensymbol für ja | Grünes Häkchensymbol für ja |                             |                             |                             | –                           |                             | –                           | –                           | –                           |                             |                             |
| Lettland                | Latvijas Sociālistiskā partija                                                 | Grünes Häkchensymbol für ja | Grünes Häkchensymbol für ja      | Grünes Häkchensymbol für ja | Grünes Häkchensymbol für ja | Grünes Häkchensymbol für ja | Grünes Häkchensymbol für ja | –                           | –                           | –                           | Grünes Häkchensymbol für ja | –                           | –                           | –                           | Grünes Häkchensymbol für ja | Grünes Häkchensymbol für ja | Grünes Häkchensymbol für ja | Grünes Häkchensymbol für ja | Grünes Häkchensymbol für ja | Grünes Häkchensymbol für ja | Grünes Häkchensymbol für ja | Grünes Häkchensymbol für ja | Grünes Häkchensymbol für ja | Grünes Häkchensymbol für ja | Grünes Häkchensymbol für ja | –                           |                             |                             |
| Libanon                 | Libanesische Kommunistische Partei                                             | Grünes Häkchensymbol für ja | Grünes Häkchensymbol für ja      | Grünes Häkchensymbol für ja | Grünes Häkchensymbol für ja | Grünes Häkchensymbol für ja | Grünes Häkchensymbol für ja | Grünes Häkchensymbol für ja | Grünes Häkchensymbol für ja | Grünes Häkchensymbol für ja | Grünes Häkchensymbol für ja | Grünes Häkchensymbol für ja | Grünes Häkchensymbol für ja | Grünes Häkchensymbol für ja | Grünes Häkchensymbol für ja | Grünes Häkchensymbol für ja | Grünes Häkchensymbol für ja | Grünes Häkchensymbol für ja | Grünes Häkchensymbol für ja | Grünes Häkchensymbol für ja | Grünes Häkchensymbol für ja | Grünes Häkchensymbol für ja | Grünes Häkchensymbol für ja | Grünes Häkchensymbol für ja | Grünes Häkchensymbol für ja |                             |                             |                             |
| Litauen                 | Lietuvos socialistų partija                                                    | –                           | –                                | –                           | Grünes Häkchensymbol für ja | Grünes Häkchensymbol für ja | Grünes Häkchensymbol für ja | –                           | Grünes Häkchensymbol für ja | Grünes Häkchensymbol für ja | –                           | –                           | –                           | –                           | –                           | –                           | Grünes Häkchensymbol für ja | –                           | Grünes Häkchensymbol für ja | Grünes Häkchensymbol für ja |                             | –                           | –                           | –                           | –                           | –                           |                             |                             |
| Luxemburg               | Kommunistesch Partei Lëtzebuerg                                                | Grünes Häkchensymbol für ja | Grünes Häkchensymbol für ja      | –                           | Grünes Häkchensymbol für ja | Grünes Häkchensymbol für ja | –                           | –                           | –                           | –                           | Grünes Häkchensymbol für ja |                             |                             | Grünes Häkchensymbol für ja | Grünes Häkchensymbol für ja | Grünes Häkchensymbol für ja | Grünes Häkchensymbol für ja | Grünes Häkchensymbol für ja | Grünes Häkchensymbol für ja | Grünes Häkchensymbol für ja | Grünes Häkchensymbol für ja | –                           | –                           | –                           | –                           | –                           |                             |                             |
| Luxemburg               | Déi Lénk                                                                       | –                           | –                                | –                           | –                           | –                           | –                           | –                           | –                           | –                           | –                           | –                           | –                           | –                           | –                           | –                           | –                           | –                           | –                           | –                           | –                           | –                           |                             | –                           | –                           | –                           |                             |                             |
| Madagaskar              | Parti du Congrès de l'indépendence de Madagascar                               | –                           | –                                | –                           | –                           | Grünes Häkchensymbol für ja | Grünes Häkchensymbol für ja | –                           | –                           | –                           | –                           | –                           | –                           | –                           | –                           | –                           | –                           | –                           | Grünes Häkchensymbol für ja | –                           | –                           | –                           | –                           | –                           | –                           | –                           |                             |                             |
| Malta                   | Kommunistische Partei Maltas                                                   | –                           | –                                | –                           | –                           | Grünes Häkchensymbol für ja | –                           | –                           | –                           | –                           | Grünes Häkchensymbol für ja |                             |                             | –                           | –                           | –                           | –                           | Grünes Häkchensymbol für ja | Grünes Häkchensymbol für ja | Grünes Häkchensymbol für ja | –                           | –                           | –                           | –                           | –                           | –                           |                             |                             |
| Mexiko                  | Partido Comunista de México                                                    | Grünes Häkchensymbol für ja | Grünes Häkchensymbol für ja      | Grünes Häkchensymbol für ja | Grünes Häkchensymbol für ja | Grünes Häkchensymbol für ja | Grünes Häkchensymbol für ja | –                           | Grünes Häkchensymbol für ja | Grünes Häkchensymbol für ja | Grünes Häkchensymbol für ja | Grünes Häkchensymbol für ja | Grünes Häkchensymbol für ja | –                           | Grünes Häkchensymbol für ja | Grünes Häkchensymbol für ja | Grünes Häkchensymbol für ja | Grünes Häkchensymbol für ja | Grünes Häkchensymbol für ja | Grünes Häkchensymbol für ja | Grünes Häkchensymbol für ja | Grünes Häkchensymbol für ja | –                           | –                           | –                           | –                           |                             |                             |
| Mexiko                  | Partido Popular Socialista                                                     | –                           | Grünes Häkchensymbol für ja      | Grünes Häkchensymbol für ja | –                           | –                           | Grünes Häkchensymbol für ja | –                           | –                           | –                           | –                           | –                           | –                           | –                           | –                           | –                           | Grünes Häkchensymbol für ja | Grünes Häkchensymbol für ja | –                           | –                           | –                           |                             | –                           | –                           | –                           | –                           |                             |                             |
| Mexiko                  | Partido Popular Socialista de México                                           | Grünes Häkchensymbol für ja | Grünes Häkchensymbol für ja      | –                           | –                           | –                           | –                           | –                           | –                           | –                           | –                           | –                           | –                           | –                           | –                           | –                           | –                           | –                           |                             |                             | Grünes Häkchensymbol für ja | Grünes Häkchensymbol für ja |                             | –                           | –                           | Grünes Häkchensymbol für ja |                             |                             |
| Moldau                  | Partei der Kommunisten der Republik Moldau                                     | –                           | –                                | –                           | –                           | –                           | Grünes Häkchensymbol für ja | –                           | –                           | –                           | Grünes Häkchensymbol für ja | –                           | –                           | –                           | –                           | –                           | Grünes Häkchensymbol für ja | –                           |                             | Grünes Häkchensymbol für ja |                             | Grünes Häkchensymbol für ja |                             | Grünes Häkchensymbol für ja |                             |                             |                             |                             |
| Nepal                   | Kommunistische Partei Nepals                                                   | –                           | –                                | –                           | Grünes Häkchensymbol für ja | Grünes Häkchensymbol für ja | Grünes Häkchensymbol für ja | Grünes Häkchensymbol für ja | –                           | –                           | –                           | Grünes Häkchensymbol für ja | Grünes Häkchensymbol für ja | Grünes Häkchensymbol für ja | Grünes Häkchensymbol für ja | Grünes Häkchensymbol für ja | Grünes Häkchensymbol für ja | –                           | –                           |                             |                             |                             |                             | Grünes Häkchensymbol für ja | –                           | –                           |                             |                             |
| Niederlande             | Neue Kommunistische Partei der Niederlande                                     | Grünes Häkchensymbol für ja | Grünes Häkchensymbol für ja      | –                           | Grünes Häkchensymbol für ja | Grünes Häkchensymbol für ja | –                           | –                           | Grünes Häkchensymbol für ja | –                           | –                           | Grünes Häkchensymbol für ja | Grünes Häkchensymbol für ja | Grünes Häkchensymbol für ja | Grünes Häkchensymbol für ja | Grünes Häkchensymbol für ja | –                           | Grünes Häkchensymbol für ja | Grünes Häkchensymbol für ja | Grünes Häkchensymbol für ja | Grünes Häkchensymbol für ja | Grünes Häkchensymbol für ja | Grünes Häkchensymbol für ja | Grünes Häkchensymbol für ja | Grünes Häkchensymbol für ja | Grünes Häkchensymbol für ja |                             |                             |
| Nordmazedonien          | Kommunistische Partei Mazedoniens                                              | Grünes Häkchensymbol für ja | –                                | –                           | Grünes Häkchensymbol für ja | Grünes Häkchensymbol für ja | Grünes Häkchensymbol für ja | –                           | Grünes Häkchensymbol für ja | –                           | –                           | –                           | –                           | –                           | –                           | –                           | Grünes Häkchensymbol für ja | Grünes Häkchensymbol für ja | Grünes Häkchensymbol für ja | –                           | –                           | –                           |                             | –                           | –                           | –                           |                             |                             |
| Nordmazedonien          | Bund der Kommunisten Mazedoniens                                               | –                           | –                                | –                           | –                           | –                           | –                           | –                           | –                           | –                           | –                           | –                           | –                           | –                           | –                           | –                           | –                           | –                           | –                           | –                           | –                           | –                           | –                           | –                           | Grünes Häkchensymbol für ja | –                           |                             |                             |
| Norwegen                | Norges Kommunistiske Parti                                                     | Grünes Häkchensymbol für ja | Grünes Häkchensymbol für ja      | Grünes Häkchensymbol für ja | Grünes Häkchensymbol für ja | Grünes Häkchensymbol für ja | Grünes Häkchensymbol für ja | Grünes Häkchensymbol für ja | Grünes Häkchensymbol für ja | Grünes Häkchensymbol für ja | Grünes Häkchensymbol für ja | Grünes Häkchensymbol für ja | Grünes Häkchensymbol für ja | Grünes Häkchensymbol für ja | Grünes Häkchensymbol für ja | Grünes Häkchensymbol für ja | Grünes Häkchensymbol für ja | Grünes Häkchensymbol für ja | Grünes Häkchensymbol für ja | Grünes Häkchensymbol für ja | Grünes Häkchensymbol für ja | Grünes Häkchensymbol für ja | Grünes Häkchensymbol für ja | Grünes Häkchensymbol für ja | Grünes Häkchensymbol für ja | –                           |                             |                             |
| Österreich              | Kommunistische Partei Österreichs                                              | –                           | Grünes Häkchensymbol für ja      | –                           | –                           | –                           | –                           | –                           | –                           | –                           | –                           | –                           | –                           | –                           | –                           | –                           | –                           | –                           | Grünes Häkchensymbol für ja |                             | Grünes Häkchensymbol für ja | Grünes Häkchensymbol für ja | –                           | Grünes Häkchensymbol für ja |                             |                             |                             |                             |
| Österreich              | Partei der Arbeit Österreichs                                                  | Grünes Häkchensymbol für ja | Grünes Häkchensymbol für ja      | Grünes Häkchensymbol für ja | –                           | Grünes Häkchensymbol für ja | Grünes Häkchensymbol für ja | Grünes Häkchensymbol für ja | –                           | –                           | –                           | –                           | –                           | –                           | –                           | –                           | –                           | –                           | –                           | –                           | –                           | –                           | –                           | –                           | –                           | –                           |                             |                             |
| Pakistan                | Pakistanische Kommunistische Partei                                            | Grünes Häkchensymbol für ja | Grünes Häkchensymbol für ja      | Grünes Häkchensymbol für ja | Grünes Häkchensymbol für ja | Grünes Häkchensymbol für ja | Grünes Häkchensymbol für ja | Grünes Häkchensymbol für ja | –                           | –                           | Grünes Häkchensymbol für ja |                             |                             | –                           | Grünes Häkchensymbol für ja | –                           | Grünes Häkchensymbol für ja | –                           | –                           | –                           | –                           | –                           | –                           | –                           | –                           | –                           |                             |                             |
| Palästina               | Palästinensische Kommunistische Partei                                         | Grünes Häkchensymbol für ja | Grünes Häkchensymbol für ja      | Grünes Häkchensymbol für ja | Grünes Häkchensymbol für ja | Grünes Häkchensymbol für ja | Grünes Häkchensymbol für ja | Grünes Häkchensymbol für ja | Grünes Häkchensymbol für ja | Grünes Häkchensymbol für ja | Grünes Häkchensymbol für ja | Grünes Häkchensymbol für ja | Grünes Häkchensymbol für ja | Grünes Häkchensymbol für ja | Grünes Häkchensymbol für ja | Grünes Häkchensymbol für ja | –                           | –                           | Grünes Häkchensymbol für ja | Grünes Häkchensymbol für ja |                             |                             | –                           | Grünes Häkchensymbol für ja | Grünes Häkchensymbol für ja | Grünes Häkchensymbol für ja |                             |                             |
| Palästina               | Palästinensische Volkspartei                                                   | Grünes Häkchensymbol für ja | Grünes Häkchensymbol für ja      | Grünes Häkchensymbol für ja | Grünes Häkchensymbol für ja | Grünes Häkchensymbol für ja | Grünes Häkchensymbol für ja | Grünes Häkchensymbol für ja | Grünes Häkchensymbol für ja | –                           | Grünes Häkchensymbol für ja | Grünes Häkchensymbol für ja | Grünes Häkchensymbol für ja | Grünes Häkchensymbol für ja | Grünes Häkchensymbol für ja | Grünes Häkchensymbol für ja | –                           | –                           | –                           | Grünes Häkchensymbol für ja |                             | Grünes Häkchensymbol für ja | –                           | –                           | –                           | –                           |                             |                             |
| Panama                  | Partido del Pueblo de Panamá                                                   | –                           | Grünes Häkchensymbol für ja      | –                           | –                           | –                           | Grünes Häkchensymbol für ja | –                           | –                           | Grünes Häkchensymbol für ja | Grünes Häkchensymbol für ja | –                           | –                           | –                           | –                           | Grünes Häkchensymbol für ja | –                           | –                           | –                           | –                           | –                           | –                           | –                           | –                           | –                           | –                           |                             |                             |
| Paraguay                | Partido Comunista Paraguayo                                                    | Grünes Häkchensymbol für ja | Grünes Häkchensymbol für ja      | Grünes Häkchensymbol für ja | Grünes Häkchensymbol für ja | Grünes Häkchensymbol für ja | Grünes Häkchensymbol für ja | –                           | –                           | –                           | –                           | –                           | –                           | –                           | –                           | Grünes Häkchensymbol für ja | –                           | –                           | –                           | –                           | –                           | –                           | –                           | –                           | –                           | –                           |                             |                             |
| Peru                    | Partido Comunista del Perú - Patria Roja                                       | –                           | Grünes Häkchensymbol für ja      | –                           | –                           | –                           | Grünes Häkchensymbol für ja | –                           | –                           | Grünes Häkchensymbol für ja | –                           | –                           | –                           | –                           | –                           | Grünes Häkchensymbol für ja | –                           | Grünes Häkchensymbol für ja | –                           | –                           | –                           | –                           | –                           | –                           | –                           | –                           |                             |                             |
| Peru                    | Partido Comunista Peruano                                                      | –                           | Grünes Häkchensymbol für ja      | Grünes Häkchensymbol für ja | –                           | –                           | Grünes Häkchensymbol für ja | –                           | –                           | Grünes Häkchensymbol für ja | Grünes Häkchensymbol für ja | –                           | –                           | Grünes Häkchensymbol für ja | Grünes Häkchensymbol für ja | Grünes Häkchensymbol für ja | –                           | Grünes Häkchensymbol für ja | –                           | –                           | –                           | –                           | –                           | –                           | –                           | –                           |                             |                             |
| Philippinen             | Partido Komunista ng Pilipinas-1930                                            | –                           | Grünes Häkchensymbol für ja      | Grünes Häkchensymbol für ja | –                           | –                           | Grünes Häkchensymbol für ja | Grünes Häkchensymbol für ja |                             | –                           |                             | –                           | –                           | –                           | –                           | –                           | Grünes Häkchensymbol für ja | –                           | Grünes Häkchensymbol für ja | Grünes Häkchensymbol für ja |                             |                             | –                           | Grünes Häkchensymbol für ja | –                           | –                           |                             |                             |
| Philippinen             | Kommunistische Partei der Philippinen                                          | –                           | –                                | –                           | –                           | –                           | –                           | –                           | –                           | –                           | –                           |                             |                             | –                           | –                           | –                           | –                           | –                           | –                           | –                           | –                           | –                           | –                           | Grünes Häkchensymbol für ja | –                           | –                           |                             |                             |
| Polen                   | Kommunistische Partei Polens c                                                 | –                           | –                                | Grünes Häkchensymbol für ja | Grünes Häkchensymbol für ja | Grünes Häkchensymbol für ja | Grünes Häkchensymbol für ja | –                           | –                           | –                           | Grünes Häkchensymbol für ja | –                           | –                           | –                           | –                           | –                           | Grünes Häkchensymbol für ja | –                           | Grünes Häkchensymbol für ja | Grünes Häkchensymbol für ja |                             | Grünes Häkchensymbol für ja | –                           | –                           | –                           |                             |                             |                             |
| Portugal                | Partido Comunista Português                                                    | Grünes Häkchensymbol für ja | Grünes Häkchensymbol für ja      | Grünes Häkchensymbol für ja | Grünes Häkchensymbol für ja | Grünes Häkchensymbol für ja | Grünes Häkchensymbol für ja | Grünes Häkchensymbol für ja | Grünes Häkchensymbol für ja | Grünes Häkchensymbol für ja | Grünes Häkchensymbol für ja | Grünes Häkchensymbol für ja | Grünes Häkchensymbol für ja | Grünes Häkchensymbol für ja | Grünes Häkchensymbol für ja | Grünes Häkchensymbol für ja | Grünes Häkchensymbol für ja | Grünes Häkchensymbol für ja | Grünes Häkchensymbol für ja | Grünes Häkchensymbol für ja | Grünes Häkchensymbol für ja |                             | Grünes Häkchensymbol für ja | Grünes Häkchensymbol für ja | Grünes Häkchensymbol für ja | Grünes Häkchensymbol für ja |                             |                             |
| Rumänien                | Partidul Comunist Român                                                        | –                           | –                                | –                           | –                           | –                           | –                           | –                           | –                           | –                           | –                           | –                           | –                           | –                           | –                           | –                           | –                           | –                           | Grünes Häkchensymbol für ja | Grünes Häkchensymbol für ja | Grünes Häkchensymbol für ja | –                           | Grünes Häkchensymbol für ja | Grünes Häkchensymbol für ja | Grünes Häkchensymbol für ja | Grünes Häkchensymbol für ja |                             |                             |
| Rumänien                | Partidul Socialist Român                                                       | –                           | Grünes Häkchensymbol für ja      | Grünes Häkchensymbol für ja | –                           | Grünes Häkchensymbol für ja | Grünes Häkchensymbol für ja | –                           | –                           | –                           | Grünes Häkchensymbol für ja | –                           | –                           | –                           | –                           | –                           | –                           | –                           | Grünes Häkchensymbol für ja | Grünes Häkchensymbol für ja |                             |                             | –                           | –                           | –                           | –                           |                             |                             |
| Rumänien                | Partidul Muncitoresc Român                                                     | –                           | –                                | –                           | –                           | –                           | –                           | –                           | –                           | –                           | –                           | –                           | –                           | –                           | –                           | –                           | –                           | –                           | –                           | –                           |                             | Grünes Häkchensymbol für ja | –                           | –                           | –                           | –                           |                             |                             |
| Russland                | Kommunistische Partei der Russischen Föderation                                | Grünes Häkchensymbol für ja | Grünes Häkchensymbol für ja      | Grünes Häkchensymbol für ja | Grünes Häkchensymbol für ja | Grünes Häkchensymbol für ja | Grünes Häkchensymbol für ja | Grünes Häkchensymbol für ja | Grünes Häkchensymbol für ja | Grünes Häkchensymbol für ja | Grünes Häkchensymbol für ja | Grünes Häkchensymbol für ja | Grünes Häkchensymbol für ja | Grünes Häkchensymbol für ja | Grünes Häkchensymbol für ja | Grünes Häkchensymbol für ja | Grünes Häkchensymbol für ja | Grünes Häkchensymbol für ja | Grünes Häkchensymbol für ja | Grünes Häkchensymbol für ja | Grünes Häkchensymbol für ja | Grünes Häkchensymbol für ja | Grünes Häkchensymbol für ja | Grünes Häkchensymbol für ja | Grünes Häkchensymbol für ja | Grünes Häkchensymbol für ja |                             |                             |
| Russland                | Russische Kommunistische Arbeiterpartei – Revolutionäre Partei der Kommunisten | Grünes Häkchensymbol für ja | Grünes Häkchensymbol für ja      | Grünes Häkchensymbol für ja | Grünes Häkchensymbol für ja | Grünes Häkchensymbol für ja | Grünes Häkchensymbol für ja | Grünes Häkchensymbol für ja | Grünes Häkchensymbol für ja | Grünes Häkchensymbol für ja | Grünes Häkchensymbol für ja | Grünes Häkchensymbol für ja | Grünes Häkchensymbol für ja | Grünes Häkchensymbol für ja | Grünes Häkchensymbol für ja | Grünes Häkchensymbol für ja | Grünes Häkchensymbol für ja | Grünes Häkchensymbol für ja | Grünes Häkchensymbol für ja | Grünes Häkchensymbol für ja | Grünes Häkchensymbol für ja | Grünes Häkchensymbol für ja | Grünes Häkchensymbol für ja | Grünes Häkchensymbol für ja | Grünes Häkchensymbol für ja | Grünes Häkchensymbol für ja |                             |                             |
| Schweden                | Sveriges Kommunistiska Parti                                                   | Grünes Häkchensymbol für ja | Grünes Häkchensymbol für ja      | Grünes Häkchensymbol für ja | Grünes Häkchensymbol für ja | Grünes Häkchensymbol für ja | Grünes Häkchensymbol für ja | Grünes Häkchensymbol für ja | Grünes Häkchensymbol für ja | –                           | Grünes Häkchensymbol für ja | Grünes Häkchensymbol für ja | –                           | Grünes Häkchensymbol für ja | Grünes Häkchensymbol für ja | Grünes Häkchensymbol für ja | –                           | Grünes Häkchensymbol für ja | Grünes Häkchensymbol für ja | Grünes Häkchensymbol für ja | –                           |                             | –                           | Grünes Häkchensymbol für ja |                             | Grünes Häkchensymbol für ja |                             |                             |
| Schweiz                 | Kommunistische Partei (Schweiz)                                                | Grünes Häkchensymbol für ja | –                                | –                           | –                           | –                           | –                           | –                           | –                           | –                           | –                           | –                           | –                           | –                           | –                           | –                           | –                           | –                           | –                           | –                           | –                           | –                           | –                           | –                           | –                           | –                           |                             |                             |
| Schweiz                 | Parti Communiste Suisse                                                        | Grünes Häkchensymbol für ja | –                                | –                           | –                           | –                           | –                           | –                           | –                           | –                           | –                           | –                           | –                           | –                           | –                           | –                           | –                           | –                           | –                           | –                           | –                           | –                           | –                           | –                           | –                           | –                           |                             |                             |
| Serbien                 | Nova Komunistička Partija Jugoslavije                                          | Grünes Häkchensymbol für ja | Grünes Häkchensymbol für ja      | Grünes Häkchensymbol für ja | Grünes Häkchensymbol für ja | Grünes Häkchensymbol für ja | Grünes Häkchensymbol für ja | Grünes Häkchensymbol für ja |                             | –                           | Grünes Häkchensymbol für ja | Grünes Häkchensymbol für ja | Grünes Häkchensymbol für ja | Grünes Häkchensymbol für ja | Grünes Häkchensymbol für ja | –                           | Grünes Häkchensymbol für ja | Grünes Häkchensymbol für ja | Grünes Häkchensymbol für ja | Grünes Häkchensymbol für ja | Grünes Häkchensymbol für ja | Grünes Häkchensymbol für ja | Grünes Häkchensymbol für ja | Grünes Häkchensymbol für ja | Grünes Häkchensymbol für ja | Grünes Häkchensymbol für ja |                             |                             |
| Serbien                 | Kommunistische Partei                                                          | Grünes Häkchensymbol für ja | Grünes Häkchensymbol für ja      | Grünes Häkchensymbol für ja | Grünes Häkchensymbol für ja | Grünes Häkchensymbol für ja | Grünes Häkchensymbol für ja | –                           | Grünes Häkchensymbol für ja | –                           | –                           | –                           | Grünes Häkchensymbol für ja | –                           | –                           | –                           | –                           | –                           | –                           | –                           | –                           | –                           | –                           | –                           | –                           | –                           |                             |                             |
| Slowakei                | Kommunistische Partei der Slowakei                                             | –                           | –                                | –                           | –                           | Grünes Häkchensymbol für ja | Grünes Häkchensymbol für ja | –                           | –                           | –                           | –                           | –                           | –                           | –                           | –                           | –                           | Grünes Häkchensymbol für ja | Grünes Häkchensymbol für ja | Grünes Häkchensymbol für ja | Grünes Häkchensymbol für ja | Grünes Häkchensymbol für ja | Grünes Häkchensymbol für ja | Grünes Häkchensymbol für ja | –                           | Grünes Häkchensymbol für ja |                             |                             |                             |
| Sowjetunion             | Union der Kommunistischen Parteien – Kommunistische Partei der Sowjetunion     | Grünes Häkchensymbol für ja | –                                | Grünes Häkchensymbol für ja | –                           | Grünes Häkchensymbol für ja | Grünes Häkchensymbol für ja | –                           | –                           | –                           | Grünes Häkchensymbol für ja | –                           | –                           | –                           | Grünes Häkchensymbol für ja | Grünes Häkchensymbol für ja | Grünes Häkchensymbol für ja | –                           | Grünes Häkchensymbol für ja | Grünes Häkchensymbol für ja | Grünes Häkchensymbol für ja | Grünes Häkchensymbol für ja | Grünes Häkchensymbol für ja | Grünes Häkchensymbol für ja | Grünes Häkchensymbol für ja | Grünes Häkchensymbol für ja |                             |                             |
| Sowjetunion             | Kommunistische Partei der Sowjetunion                                          | –                           | –                                | –                           | Grünes Häkchensymbol für ja | Grünes Häkchensymbol für ja | Grünes Häkchensymbol für ja | Grünes Häkchensymbol für ja | Grünes Häkchensymbol für ja | –                           | Grünes Häkchensymbol für ja | Grünes Häkchensymbol für ja | Grünes Häkchensymbol für ja | Grünes Häkchensymbol für ja | –                           | –                           | Grünes Häkchensymbol für ja | –                           | Grünes Häkchensymbol für ja | Grünes Häkchensymbol für ja | –                           | Grünes Häkchensymbol für ja | –                           | –                           | –                           | –                           |                             |                             |
| Spanien                 | Partido Comunista de España                                                    | Grünes Häkchensymbol für ja | Grünes Häkchensymbol für ja      | Grünes Häkchensymbol für ja | Grünes Häkchensymbol für ja | Grünes Häkchensymbol für ja | Grünes Häkchensymbol für ja | Grünes Häkchensymbol für ja | Grünes Häkchensymbol für ja | Grünes Häkchensymbol für ja | Grünes Häkchensymbol für ja | Grünes Häkchensymbol für ja | Grünes Häkchensymbol für ja | Grünes Häkchensymbol für ja | Grünes Häkchensymbol für ja | –                           | Grünes Häkchensymbol für ja | Grünes Häkchensymbol für ja | Grünes Häkchensymbol für ja | Grünes Häkchensymbol für ja | Grünes Häkchensymbol für ja | Grünes Häkchensymbol für ja | Grünes Häkchensymbol für ja | –                           | Grünes Häkchensymbol für ja | Grünes Häkchensymbol für ja |                             |                             |
| Spanien                 | Comunistes de Catalunya d                                                      | Grünes Häkchensymbol für ja | Grünes Häkchensymbol für ja      | Grünes Häkchensymbol für ja | Grünes Häkchensymbol für ja | Grünes Häkchensymbol für ja | Grünes Häkchensymbol für ja | –                           | –                           | –                           | Grünes Häkchensymbol für ja | Grünes Häkchensymbol für ja | Grünes Häkchensymbol für ja | –                           | –                           | –                           | –                           | Grünes Häkchensymbol für ja |                             | –                           | –                           | –                           | –                           | Grünes Häkchensymbol für ja | –                           | –                           |                             |                             |
| Spanien                 | Partido Comunista de los Pueblos de España (PCPE) e                            | Grünes Häkchensymbol für ja | Grünes Häkchensymbol für ja      | Grünes Häkchensymbol für ja | Grünes Häkchensymbol für ja | Grünes Häkchensymbol für ja | Grünes Häkchensymbol für ja | Grünes Häkchensymbol für ja | Grünes Häkchensymbol für ja | Grünes Häkchensymbol für ja | Grünes Häkchensymbol für ja | Grünes Häkchensymbol für ja | Grünes Häkchensymbol für ja | Grünes Häkchensymbol für ja | Grünes Häkchensymbol für ja | Grünes Häkchensymbol für ja | Grünes Häkchensymbol für ja | Grünes Häkchensymbol für ja | Grünes Häkchensymbol für ja | Grünes Häkchensymbol für ja | Grünes Häkchensymbol für ja | Grünes Häkchensymbol für ja | Grünes Häkchensymbol für ja | Grünes Häkchensymbol für ja | –                           | Grünes Häkchensymbol für ja |                             |                             |
| Spanien                 | Partido Comunista de los Trabajadores de España (PCTE) e                       | Grünes Häkchensymbol für ja | Grünes Häkchensymbol für ja      | Grünes Häkchensymbol für ja | Grünes Häkchensymbol für ja | Grünes Häkchensymbol für ja | –                           | –                           | –                           | –                           | –                           | –                           | –                           | –                           | –                           | –                           | –                           | –                           | –                           | –                           | –                           | –                           | –                           | –                           | –                           | –                           |                             |                             |
| Spanien                 | Izquierda Unida                                                                | –                           | –                                | –                           | –                           | –                           | Grünes Häkchensymbol für ja | –                           | –                           | –                           | –                           | –                           | –                           | –                           | –                           | –                           | Grünes Häkchensymbol für ja | –                           | –                           | Grünes Häkchensymbol für ja | –                           | Grünes Häkchensymbol für ja | Grünes Häkchensymbol für ja | Grünes Häkchensymbol für ja | Grünes Häkchensymbol für ja | Grünes Häkchensymbol für ja |                             |                             |
| Sri Lanka               | Kommunistische Partei Sri Lankas                                               |                             | Grünes Häkchensymbol für ja      | Grünes Häkchensymbol für ja | Grünes Häkchensymbol für ja | Grünes Häkchensymbol für ja | Grünes Häkchensymbol für ja | Grünes Häkchensymbol für ja | –                           | –                           | Grünes Häkchensymbol für ja | Grünes Häkchensymbol für ja | Grünes Häkchensymbol für ja | Grünes Häkchensymbol für ja | Grünes Häkchensymbol für ja | –                           | Grünes Häkchensymbol für ja | –                           | –                           | –                           | –                           |                             |                             | –                           | –                           |                             |                             |                             |
| Sudan                   | Sudanesische Kommunistische Partei                                             |                             | –                                | Grünes Häkchensymbol für ja | –                           | Grünes Häkchensymbol für ja | Grünes Häkchensymbol für ja | –                           | Grünes Häkchensymbol für ja | –                           | Grünes Häkchensymbol für ja | Grünes Häkchensymbol für ja | Grünes Häkchensymbol für ja | –                           | –                           | –                           | Grünes Häkchensymbol für ja | Grünes Häkchensymbol für ja | Grünes Häkchensymbol für ja | Grünes Häkchensymbol für ja | Grünes Häkchensymbol für ja | Grünes Häkchensymbol für ja | Grünes Häkchensymbol für ja | Grünes Häkchensymbol für ja | Grünes Häkchensymbol für ja | Grünes Häkchensymbol für ja |                             |                             |
| Südafrika               | South African Communist Party                                                  | Grünes Häkchensymbol für ja | Grünes Häkchensymbol für ja      | Grünes Häkchensymbol für ja | Grünes Häkchensymbol für ja | Grünes Häkchensymbol für ja | Grünes Häkchensymbol für ja | Grünes Häkchensymbol für ja | Grünes Häkchensymbol für ja | Grünes Häkchensymbol für ja | Grünes Häkchensymbol für ja | Grünes Häkchensymbol für ja | Grünes Häkchensymbol für ja | Grünes Häkchensymbol für ja | Grünes Häkchensymbol für ja | Grünes Häkchensymbol für ja | –                           | Grünes Häkchensymbol für ja |                             |                             | –                           | –                           |                             | Grünes Häkchensymbol für ja | Grünes Häkchensymbol für ja | –                           |                             |                             |
| Syrien                  | Syrische Kommunistische Partei (Bakdasch)                                      | –                           | –                                | Grünes Häkchensymbol für ja | –                           | Grünes Häkchensymbol für ja | Grünes Häkchensymbol für ja | –                           | –                           | –                           | Grünes Häkchensymbol für ja | Grünes Häkchensymbol für ja | Grünes Häkchensymbol für ja | Grünes Häkchensymbol für ja | Grünes Häkchensymbol für ja | Grünes Häkchensymbol für ja | Grünes Häkchensymbol für ja | Grünes Häkchensymbol für ja | Grünes Häkchensymbol für ja | Grünes Häkchensymbol für ja | Grünes Häkchensymbol für ja | Grünes Häkchensymbol für ja | Grünes Häkchensymbol für ja | Grünes Häkchensymbol für ja | Grünes Häkchensymbol für ja | Grünes Häkchensymbol für ja |                             |                             |
| Syrien                  | Syrische Kommunistische Partei (Vereint)                                       | Grünes Häkchensymbol für ja | Grünes Häkchensymbol für ja      | Grünes Häkchensymbol für ja | Grünes Häkchensymbol für ja | –                           | Grünes Häkchensymbol für ja | –                           | Grünes Häkchensymbol für ja | Grünes Häkchensymbol für ja | Grünes Häkchensymbol für ja | Grünes Häkchensymbol für ja | Grünes Häkchensymbol für ja | Grünes Häkchensymbol für ja | Grünes Häkchensymbol für ja | Grünes Häkchensymbol für ja | Grünes Häkchensymbol für ja | Grünes Häkchensymbol für ja | Grünes Häkchensymbol für ja | Grünes Häkchensymbol für ja | Grünes Häkchensymbol für ja | Grünes Häkchensymbol für ja | Grünes Häkchensymbol für ja | Grünes Häkchensymbol für ja | Grünes Häkchensymbol für ja | Grünes Häkchensymbol für ja |                             |                             |
| Tadschikistan           | Kommunistische Partei Tadschikistans                                           | –                           | –                                | –                           | –                           | –                           | Grünes Häkchensymbol für ja | –                           |                             | –                           | –                           | Grünes Häkchensymbol für ja | –                           | –                           | –                           | –                           | –                           | –                           | Grünes Häkchensymbol für ja | –                           |                             | –                           |                             | –                           | –                           | Grünes Häkchensymbol für ja |                             |                             |
| Tschechien              | Kommunistische Partei Böhmens und Mährens                                      | Grünes Häkchensymbol für ja | Grünes Häkchensymbol für ja      | Grünes Häkchensymbol für ja | Grünes Häkchensymbol für ja | Grünes Häkchensymbol für ja | Grünes Häkchensymbol für ja | Grünes Häkchensymbol für ja | Grünes Häkchensymbol für ja | Grünes Häkchensymbol für ja | Grünes Häkchensymbol für ja | Grünes Häkchensymbol für ja | Grünes Häkchensymbol für ja | Grünes Häkchensymbol für ja | Grünes Häkchensymbol für ja | Grünes Häkchensymbol für ja | Grünes Häkchensymbol für ja | Grünes Häkchensymbol für ja | Grünes Häkchensymbol für ja | Grünes Häkchensymbol für ja | Grünes Häkchensymbol für ja | Grünes Häkchensymbol für ja | Grünes Häkchensymbol für ja | Grünes Häkchensymbol für ja | Grünes Häkchensymbol für ja | Grünes Häkchensymbol für ja |                             |                             |
| Türkei                  | Türkiye Komünist Partisi f                                                     | Grünes Häkchensymbol für ja | Grünes Häkchensymbol für ja      | Grünes Häkchensymbol für ja | Grünes Häkchensymbol für ja | Grünes Häkchensymbol für ja | Grünes Häkchensymbol für ja | Grünes Häkchensymbol für ja | Grünes Häkchensymbol für ja | Grünes Häkchensymbol für ja | Grünes Häkchensymbol für ja | Grünes Häkchensymbol für ja | Grünes Häkchensymbol für ja | Grünes Häkchensymbol für ja | Grünes Häkchensymbol für ja | Grünes Häkchensymbol für ja | Grünes Häkchensymbol für ja | Grünes Häkchensymbol für ja | Grünes Häkchensymbol für ja | Grünes Häkchensymbol für ja | Grünes Häkchensymbol für ja | Grünes Häkchensymbol für ja | Grünes Häkchensymbol für ja | –                           | –                           | –                           |                             |                             |
| Türkei                  | Partei der Arbeit                                                              | –                           | –                                | –                           | –                           | Grünes Häkchensymbol für ja | –                           | –                           | –                           | –                           | Grünes Häkchensymbol für ja | Grünes Häkchensymbol für ja | Grünes Häkchensymbol für ja | –                           | –                           | –                           | gelber Kreis                | gelber Kreis                | –                           | gelber Kreis                | Grünes Häkchensymbol für ja |                             | Grünes Häkchensymbol für ja | –                           | Grünes Häkchensymbol für ja | Grünes Häkchensymbol für ja |                             |                             |
| Türkei                  | Partei der Freiheit und Solidarität                                            | –                           | –                                | –                           | –                           | –                           | –                           | –                           | –                           | –                           | –                           | –                           | –                           | –                           | –                           | –                           | –                           | –                           | –                           | –                           | –                           | –                           |                             | –                           | –                           | Grünes Häkchensymbol für ja |                             |                             |
| Ukraine                 | Kommunistische Partei der Ukraine                                              | Grünes Häkchensymbol für ja | Grünes Häkchensymbol für ja      | Grünes Häkchensymbol für ja | Grünes Häkchensymbol für ja | Grünes Häkchensymbol für ja | Grünes Häkchensymbol für ja | Grünes Häkchensymbol für ja | Grünes Häkchensymbol für ja | –                           | –                           | Grünes Häkchensymbol für ja | Grünes Häkchensymbol für ja | Grünes Häkchensymbol für ja | –                           | Grünes Häkchensymbol für ja | Grünes Häkchensymbol für ja | Grünes Häkchensymbol für ja | Grünes Häkchensymbol für ja |                             | Grünes Häkchensymbol für ja | Grünes Häkchensymbol für ja | Grünes Häkchensymbol für ja | Grünes Häkchensymbol für ja | Grünes Häkchensymbol für ja |                             |                             |                             |
| Ukraine                 | Bund der Kommunisten der Ukraine                                               | Grünes Häkchensymbol für ja | Grünes Häkchensymbol für ja      | Grünes Häkchensymbol für ja | Grünes Häkchensymbol für ja | Grünes Häkchensymbol für ja | Grünes Häkchensymbol für ja | –                           | Grünes Häkchensymbol für ja | –                           | –                           | Grünes Häkchensymbol für ja | Grünes Häkchensymbol für ja | Grünes Häkchensymbol für ja | –                           | Grünes Häkchensymbol für ja | Grünes Häkchensymbol für ja | Grünes Häkchensymbol für ja | Grünes Häkchensymbol für ja | Grünes Häkchensymbol für ja | Grünes Häkchensymbol für ja | Grünes Häkchensymbol für ja | Grünes Häkchensymbol für ja | Grünes Häkchensymbol für ja | Grünes Häkchensymbol für ja | Grünes Häkchensymbol für ja |                             |                             |
| Ungarn                  | Ungarische Arbeiterpartei                                                      | Grünes Häkchensymbol für ja | Grünes Häkchensymbol für ja      | Grünes Häkchensymbol für ja | Grünes Häkchensymbol für ja | Grünes Häkchensymbol für ja | Grünes Häkchensymbol für ja | Grünes Häkchensymbol für ja | Grünes Häkchensymbol für ja | Grünes Häkchensymbol für ja | Grünes Häkchensymbol für ja | Grünes Häkchensymbol für ja | Grünes Häkchensymbol für ja | Grünes Häkchensymbol für ja | Grünes Häkchensymbol für ja | Grünes Häkchensymbol für ja | Grünes Häkchensymbol für ja | Grünes Häkchensymbol für ja | Grünes Häkchensymbol für ja | –                           | Grünes Häkchensymbol für ja | Grünes Häkchensymbol für ja | Grünes Häkchensymbol für ja | Grünes Häkchensymbol für ja | Grünes Häkchensymbol für ja | Grünes Häkchensymbol für ja |                             |                             |
| Uruguay                 | Partido Comunista de Uruguay                                                   | Grünes Häkchensymbol für ja | Grünes Häkchensymbol für ja      | –                           | Grünes Häkchensymbol für ja | –                           | Grünes Häkchensymbol für ja | –                           | –                           | –                           | –                           | –                           |                             | –                           | –                           | Grünes Häkchensymbol für ja | –                           | –                           | –                           | –                           |                             | –                           | –                           | –                           | –                           |                             |                             |                             |
| Venezuela               | Partido Comunista de Venezuela                                                 | Grünes Häkchensymbol für ja | Grünes Häkchensymbol für ja      | Grünes Häkchensymbol für ja | Grünes Häkchensymbol für ja | Grünes Häkchensymbol für ja | Grünes Häkchensymbol für ja | Grünes Häkchensymbol für ja |                             | –                           | –                           | –                           | Grünes Häkchensymbol für ja | –                           | –                           | Grünes Häkchensymbol für ja | Grünes Häkchensymbol für ja | –                           | Grünes Häkchensymbol für ja |                             | –                           | Grünes Häkchensymbol für ja | –                           | –                           | –                           | –                           |                             |                             |
| Vereinigte Staaten      | Kommunistische Partei der USA                                                  | Grünes Häkchensymbol für ja | Grünes Häkchensymbol für ja      | –                           | Grünes Häkchensymbol für ja | Grünes Häkchensymbol für ja | Grünes Häkchensymbol für ja | Grünes Häkchensymbol für ja | –                           | Grünes Häkchensymbol für ja | Grünes Häkchensymbol für ja | Grünes Häkchensymbol für ja | Grünes Häkchensymbol für ja | Grünes Häkchensymbol für ja | Grünes Häkchensymbol für ja | Grünes Häkchensymbol für ja | Grünes Häkchensymbol für ja | Grünes Häkchensymbol für ja | Grünes Häkchensymbol für ja | Grünes Häkchensymbol für ja | Grünes Häkchensymbol für ja | Grünes Häkchensymbol für ja | Grünes Häkchensymbol für ja | Grünes Häkchensymbol für ja | Grünes Häkchensymbol für ja | Grünes Häkchensymbol für ja |                             |                             |
| Vereinigtes Königreich  | Communist Party of Britain                                                     | Grünes Häkchensymbol für ja | Grünes Häkchensymbol für ja      | Grünes Häkchensymbol für ja | Grünes Häkchensymbol für ja | Grünes Häkchensymbol für ja | Grünes Häkchensymbol für ja | Grünes Häkchensymbol für ja | Grünes Häkchensymbol für ja | Grünes Häkchensymbol für ja | Grünes Häkchensymbol für ja | Grünes Häkchensymbol für ja | Grünes Häkchensymbol für ja | Grünes Häkchensymbol für ja | Grünes Häkchensymbol für ja | Grünes Häkchensymbol für ja | Grünes Häkchensymbol für ja | Grünes Häkchensymbol für ja | Grünes Häkchensymbol für ja | Grünes Häkchensymbol für ja | Grünes Häkchensymbol für ja |                             |                             | Grünes Häkchensymbol für ja | Grünes Häkchensymbol für ja | Grünes Häkchensymbol für ja |                             |                             |
| Vereinigtes Königreich  | New Communist Party of Britain                                                 | –                           | –                                | –                           | –                           | Grünes Häkchensymbol für ja | Grünes Häkchensymbol für ja | –                           | –                           | –                           | –                           | –                           | Grünes Häkchensymbol für ja | –                           | –                           | –                           | –                           | Grünes Häkchensymbol für ja | Grünes Häkchensymbol für ja | Grünes Häkchensymbol für ja | Grünes Häkchensymbol für ja | –                           | Grünes Häkchensymbol für ja | Grünes Häkchensymbol für ja | –                           | Grünes Häkchensymbol für ja |                             |                             |
| Vietnam                 | Kommunistische Partei Vietnams                                                 | Grünes Häkchensymbol für ja | Grünes Häkchensymbol für ja      | Grünes Häkchensymbol für ja | Grünes Häkchensymbol für ja | Grünes Häkchensymbol für ja | Grünes Häkchensymbol für ja | Grünes Häkchensymbol für ja | Grünes Häkchensymbol für ja | Grünes Häkchensymbol für ja | –                           | Grünes Häkchensymbol für ja | Grünes Häkchensymbol für ja | Grünes Häkchensymbol für ja | Grünes Häkchensymbol für ja | Grünes Häkchensymbol für ja | Grünes Häkchensymbol für ja | Grünes Häkchensymbol für ja | Grünes Häkchensymbol für ja | Grünes Häkchensymbol für ja | Grünes Häkchensymbol für ja | Grünes Häkchensymbol für ja | Grünes Häkchensymbol für ja | Grünes Häkchensymbol für ja | Grünes Häkchensymbol für ja | Grünes Häkchensymbol für ja |                             |                             |
| Zypern                  | Fortschrittspartei des werktätigen Volkes (AKEL)                               | Grünes Häkchensymbol für ja | Grünes Häkchensymbol für ja      | Grünes Häkchensymbol für ja | Grünes Häkchensymbol für ja | Grünes Häkchensymbol für ja | Grünes Häkchensymbol für ja | Grünes Häkchensymbol für ja | Grünes Häkchensymbol für ja | Grünes Häkchensymbol für ja | Grünes Häkchensymbol für ja | Grünes Häkchensymbol für ja | Grünes Häkchensymbol für ja | Grünes Häkchensymbol für ja | Grünes Häkchensymbol für ja | Grünes Häkchensymbol für ja | Grünes Häkchensymbol für ja | Grünes Häkchensymbol für ja | Grünes Häkchensymbol für ja | Grünes Häkchensymbol für ja | Grünes Häkchensymbol für ja | Grünes Häkchensymbol für ja | Grünes Häkchensymbol für ja | Grünes Häkchensymbol für ja | Grünes Häkchensymbol für ja | Grünes Häkchensymbol für ja |                             |                             |

## Tagungsorte
| Internationales Treffen Kommunistischer und Arbeiterparteien (Welt) |
| (Stand: November 2023)                                              |

| Konferenz | Jahr | Ort      | Land         |
| --------- | ---- | -------- | ------------ |
| 0-        | 1998 | Athen    | Griechenland |
| 01.       | 1999 | Athen    | Griechenland |
| 02.       | 2000 | Athen    | Griechenland |
| 03.       | 2001 | Athen    | Griechenland |
| 04.       | 2002 | Athen    | Griechenland |
| 05.       | 2003 | Athen    | Griechenland |
| 06.       | 2004 | Athen    | Griechenland |
| 07.       | 2005 | Athen    | Griechenland |
| 08.       | 2006 | Lissabon | Portugal     |
| 09.       | 2007 | Minsk    | Belarus      |

| Konferenz | Jahr | Ort                         | Land         |
| --------- | ---- | --------------------------- | ------------ |
| 10.       | 2008 | São Paulo                   | Brasilien    |
| 11.       | 2009 | Neu-Delhi                   | Indien       |
| 12.       | 2010 | Tshwane                     | Südafrika    |
| 13.       | 2011 | Athen                       | Griechenland |
| 14.       | 2012 | Beirut                      | Libanon      |
| 15.       | 2013 | Lissabon                    | Portugal     |
| 16.       | 2014 | Guayaquil                   | Ecuador      |
| 17.       | 2015 | Istanbul                    | Türkei       |
| 18.       | 2016 | Hanoi                       | Vietnam      |
| 19.       | 2017 | Sankt Petersburg und Moskau | Russland     |

| Konferenz | Jahr | Ort                            | Land         |
| --------- | ---- | ------------------------------ | ------------ |
| 20.       | 2018 | Athen                          | Griechenland |
| 21.       | 2019 | Izmir                          | Türkei       |
| TK        | 2021 | außerordentliche Telekonferenz |              |
| 22.       | 2022 | Havanna                        | Kuba         |
| 23.       | 2023 | Izmir                          | Türkei       |